# 杭州传奇奢华影城
杭州传奇奢华影城是一家位于杭州市拱墅区丰潭路380号银泰城4楼的超五星级影城。影城总面积8000平方米，有12个影厅总计2000多个座位，分成会员区与非会员区。影城拥有华东地区最大的超亮4K双机中国巨幕影厅，以及两个豪华VIP厅。由英国霍尔姆斯米勒建筑设计事务所设计，采用江南玉琮、水概念，注重空间感和舒适感。2013年10月18日开业。